# Alejandro Goic Goic
Alejandro Goic Goic (Antofagasta, 22 de junio de 1929-20 de abril de 2021) fue un médico y académico chileno. En 2006 obtuvo el Premio Nacional de Medicina.

## Familia
Sus padres fueron Ivan Goic Kuscevic y Juanita Goic Kusanovic, sus hermanos son Cedomil y Nevenka. Estudió en el Colegio San Pedro Nolasco de Santiago. 
Estuvo casado con Jerez Horta (fallecida en 2002), con la cual tuvo cinco hijos: Alejandro (actor), Andrea (artista visual), Juan (chelista de la Orquesta Sinfónica de Chile), Carmen (profesora) y Paulina (socióloga).

## Educación
Obtuvo el Bachillerato en Medicina y Cirugía en la Pontificia Universidad Católica de Chile, en 1953, la Licenciatura en Medicina y el título de Médico Cirujano en la Universidad de Chile, en 1955. Fue discípulo de Hernán Alessandri.
Realizó estudios de especialización en Medicina Interna (Universidad de Chile, 1955-1959), Medicina Psicosomática (Universidad de Oklahoma, USA, 1967-1969) y Gastroenterología (Universidad de Harvard, USA, 1984).

## Carrera académica y gremial
Ejerció como profesor titular de medicina de la Universidad de Chile desde 1988. Fue editor emérito de la Revista Médica de Chile (1996). Fue nombrado profesor Emérito de la Universidad de Chile en 2010.
Fue elegido Fellow del American College of Physicians. Fue presidente de la Asociación Chilena de Facultades de Medicina, integrante del Consejo Superior de la Universidad de Chile, de diversas Comisiones en la Facultad, en la Universidad, en la Sociedad Médica de Santiago y en el Colegio Médico de Chile. Integró el Consejo Nacional de Educación Ministerio de Educación de Chile en el período 2002-2012.
Fue presidente de la Academia Chilena de Medicina (2000-2010) y de la Asociación de Academias Latinoamericanas de Medicina (2008-2010). La Academia Chilena de Medicina del Instituto de Chile lo acogió en 1989 para ocupar el sillón N.º 28 de los Miembros de Número y fue elegido su presidente el año 2000.
Fue profesor visitante de la Universidad de Harvard, en Boston, y del King's College, en Londres.

## Obras
- Semiología médica (1987, reeditado en 1999, 2010 y 2017)
- Ensayo sobre la educación médica en Chile (1992)
- El fin de la medicina (2000)
- Del Adriático al sur del Pacífico (2002)
- Grandes médicos humanistas (2004)
- Conversaciones con Hipócrates (2009)
- El paciente escindido (2012)
- La herencia de Hipócrates (2014)

Además fue autor de seis monografías, 2 opúsculos, colaboración en 19 libros y 204 artículos en revistas médicas.[cita requerida]

## Premios y reconocimientos
- Premio "Dr. Rodolfo Armas Cruz" de Educación Médica y el Premio de Ética, otorgados por el Colegio Médico de Chile.
- Premio "Dr. Ramón Corvalán Melgarejo", otorgado por la Sociedad Médica de Santiago.
- Premio "Dr. Carlos Reussi. Maestro de Los Andes", de la Asociación Médica Argentina (AMA) y Universidad Valparaíso (UV).
- Editor Emérito de la Revista Médica de Chile.
- Título "Maestro de la Medicina Latinoamericana", de las Asociaciones Médicas Argentina y Latinoamericana.
- Premio "Rector Juvenal Hernández Jaque", de la Universidad de Chile.
- Medalla "Centenario" de la Organización Panamericana de la Salud.
- Maestro de la Medicina Interna Chilena (2005). otorgado por la Sociedad Médica de Santiago (Sociedad Chilena de Medicina Interna).
- Premio Nacional de Medicina. 2006.[4]
- Profesor Emérito de la Universidad de Chile (2010).
- Condecoración de la Orden Cruz del Sur del Gobierno de Chile / Ministerio de Salud (2013)